# Prospekt (Ansicht)
Bei einem Prospekt (lat. prospectus) handelt es sich um eine gezeichnete Ortsansicht mit starker Übertreibung der perspektivischen Konstruktion, die vor allem in der Landschaftsmalerei angewendet wird. Bei letztgenannten ist der Begriff Vedute üblich.